# 白烨
白烨（1952年6月8日—），男，陕西黄陵人，中国作家，毕业于陕西师范大学中文系。